# Choe Jong-bok
Choe Jong-bok (ur. 2 lipca 1988)  – północnokoreańska zapaśniczka w stylu wolnym. Brązowa medalistka mistrzostw Azji w 2009 i 2011. Zajęła 13. miejsce na mistrzostwach świata w 2009 roku.